# بيتر دي كليرك
بيتر دي كليرك (بالفرنسية: Peter De Clercq)‏ ولد بتاريخ 2 يوليو 1966، هو دراج بلجيكي سابق في صنف سباق الدراجات على الطريق.

## سجل النتائج

### سباقات أو مراحل فاز بها
- طواف فرنسا

## وصلات خارجية
- الموقع الرسمي

## روابط خارجية
- بيتر دي كليرك على موقع أرشيف الدراجات (الإنجليزية)
- بيتر دي كليرك على موقع إحصائيات الدراجات الإحترافية (الإنجليزية)
- بيتر دي كليرك على موقع CycleBase (الإنجليزية)